# BOOM festival '76
BOOM '76 kompilacijski je album raznih izvođača koji je održan 11. i 12. lipnja 1976. godine u dvorani Pionir u Beogradu. Na festivalu su nastupili Parni valjak, Smak, YU grupa, Buldožer, Time, Septembar, Teška industrija, More, Suncokret, Oliverova beogradska reprezentacija, Proces, Tor i Z Extra.

## Popis pjesama i izvođača

### A strana
1. "Uvod (Improvizacije)" - R. M. Točak (4:10)
2. "Ljubavni jadi jednog parnog valjka" - Parni Valjak (3:15)
  -  Autor - Husein Hasanefendić
3. "Moj đerdane" - Suncokret (2:50)
  - Aranžer - G. Popović
4. "Zov na mašina" - Torr (2:50)
5. "Da li znaš da te volim" - Time (6:40)
  - Autor - Dado Topić

### B strana
1. "Sama" - YU Grupa (4:15)
  - Autor - B. Kostić
2. "Hallo Mr Elton John" Zdenka Express (5:15)
  -  Tekst - I. Krajač
  - Glazba - V. Delač
3. "Noć kradljivaca" - September (8:05)
  - Autori - J. Bončina, P. Asanović

## Produkcija
- Producent - Tomislav Milaković
- Izvršni producenti - B. Lazarević, P. Popović, V. Mihaljek
- Miks - Tahir Durkalić
- Snimatelj - S. Marković
- Dizajn - B. Milaković
- Fotografija - V. Vucanović